# Mạng điện thoại chuyển mạch công cộng
Mạng điện thoại chuyển mạch công cộng (PSTN) là tổng hợp các mạng điện thoại chuyển mạch kênh trên thế giới được điều hành bởi các nhà khai thác điện thoại quốc gia, khu vực hoặc địa phương, cung cấp cơ sở hạ tầng và dịch vụ cho viễn thông công cộng. PSTN bao gồm đường dây điện thoại, cáp quang, liên kết truyền dẫn vi ba, mạng di động, vệ tinh thông tin liên lạc và cáp điện thoại dưới biển, tất cả được kết nối với nhau bằng các trung tâm chuyển mạch, do đó cho phép hầu hết các điện thoại liên lạc với nhau. Ban đầu là một mạng gồm các hệ thống điện thoại tương tự đường dây cố định, PSTN hiện nay gần như hoàn toàn là kỹ thuật số trong mạng lõi của nó và bao gồm di động  và các mạng khác, cũng như điện thoại cố định.
Vận hành kỹ thuật của PSTN tuân thủ các tiêu chuẩn của ITU-T. Các tiêu chuẩn này cho phép các mạng khác nhau ở các quốc gia khác nhau kết nối liền mạch. Các tiêu chuẩn E.163 và E.164 cung cấp một không gian địa chỉ duy nhất toàn cầu] cho các số điện thoại. Sự kết hợp giữa các mạng được kết nối với nhau và kế hoạch đánh số duy nhất cho phép các điện thoại trên khắp thế giới có thể gọi lẫn nhau.

## Lịch sử
Việc thương mại hóa điện thoại bắt đầu vào năm 1876, với các thiết bị được vận hành theo cặp để sử dụng riêng giữa hai địa điểm. Những người dùng muốn giao tiếp với mọi người ở nhiều địa điểm đã có nhiều điện thoại cần thiết cho mục đích này. Thông báo cho người dùng khác về mong muốn thiết lập một cuộc gọi điện thoại được thực hiện bằng cách huýt sáo lớn vào thiết bị phát cho đến khi bên kia nghe thấy cảnh báo. Chuông đã sớm được thêm vào các trạm điện thoại để báo hiệu cho đầu dây, vì vậy không cần phải có người trực để đợi tiếng còi nữa.
Tự động hóa giới thiệu quay số xung giữa điện thoại và tổng đài, để mỗi thuê bao có thể quay trực tiếp một thuê bao khác được kết nối với cùng một tổng đài, nhưng việc gọi đường dài qua nhiều tổng đài yêu cầu các nhà khai thác chuyển đổi thủ công. Sau đó, tín hiệu địa chỉ phức tạp hơn, bao gồm các phương pháp báo hiệu đa tần số, cho phép các thuê bao gọi đường dài gọi trực tiếp, đỉnh cao là mạng Hệ thống báo hiệu 7 (SS7) kiểm soát các cuộc gọi giữa hầu hết các tổng đài vào cuối thế kỷ 20.
Sự phát triển của PSTN có nghĩa là các kỹ thuật từ xa cần được triển khai để cung cấp các đảm bảo về chất lượng dịch vụ (QoS) cho người dùng. Nghiên cứu của AK Erlang đã thiết lập các cơ sở toán học của các phương pháp cần thiết để xác định các yêu cầu về năng lực và cấu hình của thiết bị và số lượng nhân lực cần thiết để cung cấp một mức độ dịch vụ cụ thể.
Vào những năm 1970, ngành viễn thông bắt đầu triển khai các dịch vụ dữ liệu mạng chuyển mạch gói sử dụng giao thức X.25 vận chuyển dữ liệu qua phần lớn thiết bị đầu cuối như đã được sử dụng trong PSTN.
Vào những năm 1980, ngành công nghiệp bắt đầu lập kế hoạch cho các dịch vụ kỹ thuật số với giả định rằng chúng sẽ tuân theo mô hình giống như dịch vụ thoại và hình thành các dịch vụ chuyển mạch đầu cuối, được gọi là Mạng kỹ thuật số dịch vụ tích hợp băng thông rộng (B-ISDN). Tầm nhìn của B-ISDN đã bị vượt qua bởi công nghệ đột phá của Internet.
Vào đầu thế kỷ 21, các phần lâu đời nhất của mạng điện thoại vẫn sử dụng công nghệ tương tự cho đường dây thuê bao dặm cuối cùng tới người dùng cuối. Tuy nhiên, các công nghệ kỹ thuật số như DSL, ISDN, FTTx và modem cáp đã trở nên phổ biến hơn trong phần này của mạng viễn thông.
Một số mạng điện thoại tư nhân lớn không được liên kết với PSTN, thường dành cho mục đích quân sự. Ngoài ra còn có các mạng riêng do các công ty lớn điều hành chỉ được liên kết với PSTN thông qua các cổng giới hạn, chẳng hạn như một tổng đài chi nhánh riêng lớn (PBX).